# レオナルド・ダ・ヴィンチ (潜水艦)
レオナルド・ダ・ヴィンチ（Leonardo da Vinci）は第二次世界大戦時のイタリア王立海軍の潜水艦。グリエルモ・マルコーニ級。1940年9月から1943年5月まで大西洋で運用され、大きな戦果を収めた。

## 建造
「レオナルド・ダ・ヴィンチ」は、イタリアの主要な潜水艦製造会社であるトリエステ近郊のカンティエーリ・リウニーティ・デッラドリアーティコ造船所で建造された。1938年から39年にかけて建造されたマルコーニ級の6隻の中の1隻であり、「レオナルド・ダ・ヴィンチ」は1939年9月に進水した。外洋艦として設計され、地中海と大西洋の両方で運用することを想定していた。

## 艦歴
1940年6月、イタリアの第二次世界大戦参戦に伴い、「レオナルド・ダ・ヴィンチ」は占領下にあるフランスのボルドーへ向かった。枢軸国の潜水艦が多数撃沈されているジブラルタル海峡の通過を果たし、1940年10月にボルドーへ入港、イタリア潜水艦群BETASOMに所属した。
「レオナルド・ダ・ヴィンチ」は哨戒活動において、21,500トンの「エンプレス・オブ・カナダ」を含む120,243GRTの17隻を沈めた。「レオナルド・ダ・ヴィンチ」は第二次世界大戦においてイタリアで最も成功した潜水艦であり、艦長のジャンフランコ・ガッツァーナ・プリアロッジャはイタリアを代表する潜水艦のエースであった。1942年7月、「レオナルド・ダ・ヴィンチ」はアメリカ東海岸の港湾を空襲する特殊作戦へ参加する予定となった。そのためCA級特殊潜航艇を搭載可能となるように改装され、秋に試験運用を行った。CA級潜航艇の改修により計画は延期され、「レオナルド・ダ・ヴィンチ」は再び大西洋に戻った。

### ニューヨーク港への攻撃計画
「レオナルド・ダ・ヴィンチ」は、ニューヨーク港への極秘攻撃作戦に参加する予定であった。この作戦は1942年7月にユニオ・ヴァレリオ・ボルゲーゼにより計画され、ボルドーのBETASOM基地からハドソン川河口に向けて爆薬を搭載したCA級特殊潜航艇と潜水士を射出し、所定の位置で潜水士がCA級潜航艇を港湾に侵入させる予定であった。爆薬は20kgから100kgであり、港の船を沈めるために設置する計画であった。
1942年8月に行われた初期のテストでは、「レオナルド・ダ・ヴィンチ」が潜航艇を問題なく射出し、回収可能であると結論付けられたが、実際には潜航艇の回収は困難であり、爆薬を設置し終えたら破棄しなければならない可能性の方が高かった。
「レオナルド・ダ・ヴィンチ」の喪失により作戦は延期され、4か月後の休戦協定締結により最終的に中止された。

### 最後の哨戒任務
1943年3月、「レオナルド・ダ・ヴィンチ」は南大西洋への最後の哨戒任務に就いた。この任務は最も戦果を挙げた哨戒となった。3月14日、「レオナルド・ダ・ヴィンチ」は西アフリカのタコラディに向かう途中で「エンプレス・オブ・カナダ」を撃沈した。乗船していた1,800名のうち392名が死亡した。3月19日には南大西洋で 7,628トンのイギリスの貨物船ラルワース・ヒルを撃沈した。1名の生存者を捕らえ乗船させ、他2人の男性は、救命いかだで50日間彷徨った後生還している。
「レオナルド・ダ・ヴィンチ」はその後、1943年4月、インド洋のダーバン沖で4隻の船を沈めた。

## 沈没
4月に4隻を沈めた後、「レオナルド・ダ・ヴィンチ」は母港へ向かった。1943年5月22日、スペイン沖で艦長はボルドーに向かうという不用意な信号を発した。この信号により潜水艦の位置が探知され、5月23日にイギリスの駆逐艦「アクティヴ」およびフリゲート「ネス」が激しい爆雷攻撃を行い、ビーゴの西480km、推定座標北緯42度16分0秒 西経15度40分0秒 / 北緯42.26667度 西経15.66667度座標: 北緯42度16分0秒 西経15度40分0秒 / 北緯42.26667度 西経15.66667度にて撃沈された。生存者はいなかった。

## 戦果
| 哨戒   | 日時           | 船名                         | 船籍       | トン数  | 付記                                     |
| ------ | -------------- | ---------------------------- | ---------- | ------- | ---------------------------------------- |
| 4th    | 1941年6月28日  | アウリス                     | イギリス   | 8,030   | タンカー、乗組員59名中、生存者27名。     |
| 6th    | 1942年2月25日  | カベデロ                     | ブラジル   | 3,557   | 貨物船、生存者なし。                     |
| 6th    | 1942年2月28日  | エバズマ ラトビア            | ラトビア   | 3,644   | 貨物船、生存者15名。                     |
| 7th    | 1942年6月2日   | ライネ・マリー・スチュワート | パナマ     | 1,087   | スクーナー                               |
| 7th    | 1942年6月7日   | チリ                         | デンマーク | 6,956   | 貨物船、乗員44名中39名生存。             |
| 7th    | 1942年6月10日  | アリオス                     | オランダ   | 5,483   | 貨物船、乗員36名中8名生存。              |
| 7th    | 1942年6月13日  | クラン・マッコーリー         | イギリス   | 6,471   | 石炭船、乗員90名中1名死亡。              |
| 8th    | 1942年11月2日  | エンパイア・ジール           | イギリス   | 7,009   | 貨物船                                   |
| 8th    | 1942年11月5日  | アンドレアス                 | ギリシャ   | 6,566   | 貨物船                                   |
| 8th    | 1942年11月10日 | マーカス・ホイットマン       | アメリカ   | 7,176   | リバティ船、死傷者なし                   |
| 8th    | 1942年11月11日 | ヴィールヘブン               | オランダ   | 5,291   | 貨物船、死傷者なし                       |
| 9th    | 1943年3月14日  | エンプレス・オブ・カナダ     | カナダ     | 21,517  | 客船、1,800名のうち392名死亡             |
| 9th    | 1943年3月18日  | ラルワース・ヒル             | イギリス   | 7,628   | 貨物船                                   |
| 9th    | 1943年4月17日  | センビラン                   | オランダ   | 6,566   | 貨物船                                   |
| 9th    | 1943年4月18日  | マナー                       | イギリス   | 8,007   | 貨物船                                   |
| 9th    | 1943年4月21日  | ジョン・ドレイトン           | アメリカ   | 7,177   | リバティ船                               |
| 9th    | 1943年4月25日  | ドリーサ                     | イギリス   | 8,078   | タンカー、54名の乗組員のうち11名が生存。 |
| Total: | Total:         | Total:                       | Total:     | 120,243 |                                          |